# Palazzo Salvago Pinelli
Il palazzo Salvago, o palazzo Salvago Pinelli, è un edificio storico italiano, sito in via San Luca al civico 12, nel centro storico di Genova.
Le sue parti sono sottoposte a vincolo da parte della Soprintendenza per i beni archeologici della Liguria sin dal 1953.

## Storia
Il palazzo fu edificato fra il XIII e il XVI secolo dalla famiglia dei Salvago, già proprietaria di altri edifici signorili in Genova, fra i quali il Palazzo Salvaghi. Ricostruito nel corso del XVIII secolo, passò alla famiglia Pinelli. Secondo Ennio Poleggi, fu residenza cittadina del conte Agostino Pinelli (Pinello), proprietario della villa di Carbonara.
Lo storico settecentesco Carlo Giuseppe Ratti nel 1780 descrisse il palazzo come di proprietà del «Sig. Giuseppe Pinello» (Giuseppe Pinello Salvago) e lo definì «tutto di nuovo fabbricato» - ovvero ristrutturato - facendo menzione, inoltre, della presenza di una «medaglia dipinta ultimamente da Giuseppe Galeotti, che terminatala poco dopo morì», e segnalando i numerosi quadri «a olio d'eccellenti maestri, come Rubens, del Vandik, del Guercino, del Ribera, e del Castiglione». Nel 1818, l'Anonimo Genovese lo definì come ancora di proprietà del marchese Giuseppe Pinello.
Nel 1846 Federico Alizeri lo indica di proprietà del conte Agostino Pinelli, ed enumera anche le numerosissime opere pittoriche di rilievo internazionale che erano conservate al suo interno:
(Federico Alizeri, 1846)
Nel 1929 è descritto da Castagna e Masini come palazzo «con portone marmoreo [...] adorno di uomini selvaggi armati di bastoni scolpiti in tutto rilievo sulle lesene e di vasi e festoni sul cornicione», dettagliando anche gli interni, con note sull'«atrio e cortile retti da colonne doriche di marmo; nicchione in fondo al cortile, con statua di Cesare, e sfingi, satiri ed iscrizione relativa ai restauri del 1778; al primo piano affreschi di Giuseppe Galeotti».
Nel corso della seconda guerra mondiale, fu severamente danneggiato dai bombardamenti su Genova e nuovamente restaurato nell'immediato dopoguerra.
Ristrutturato negli anni 2000, è ciclicamente aperto alle visite nel corso delle iniziative culturali relative ai Palazzi dei Rolli.

## Descrizione
L'edificio moderno è frutto dell'accorpamento di più strutture, in particolare in seguito ai severi danni successivi alla seconda guerra mondiale. Mantiene tuttavia alcune caratteristiche e opere della struttura antica originaria, in particolare negli ingressi: il portale marmoreo, ornato da una coppia di statue di serveghi con bastoni, a rappresentazione della stessa famiglia Salvago che lo edificò.
Subito all'interno si apre un elegante cortile-ninfeo con colonne doriche collegate e soffitti a volta, con una statua di Cerere e conchiglia, in sostituzione dell'originale di un Cesare, e scaloni marmorei laterali.

## Galleria d'immagini

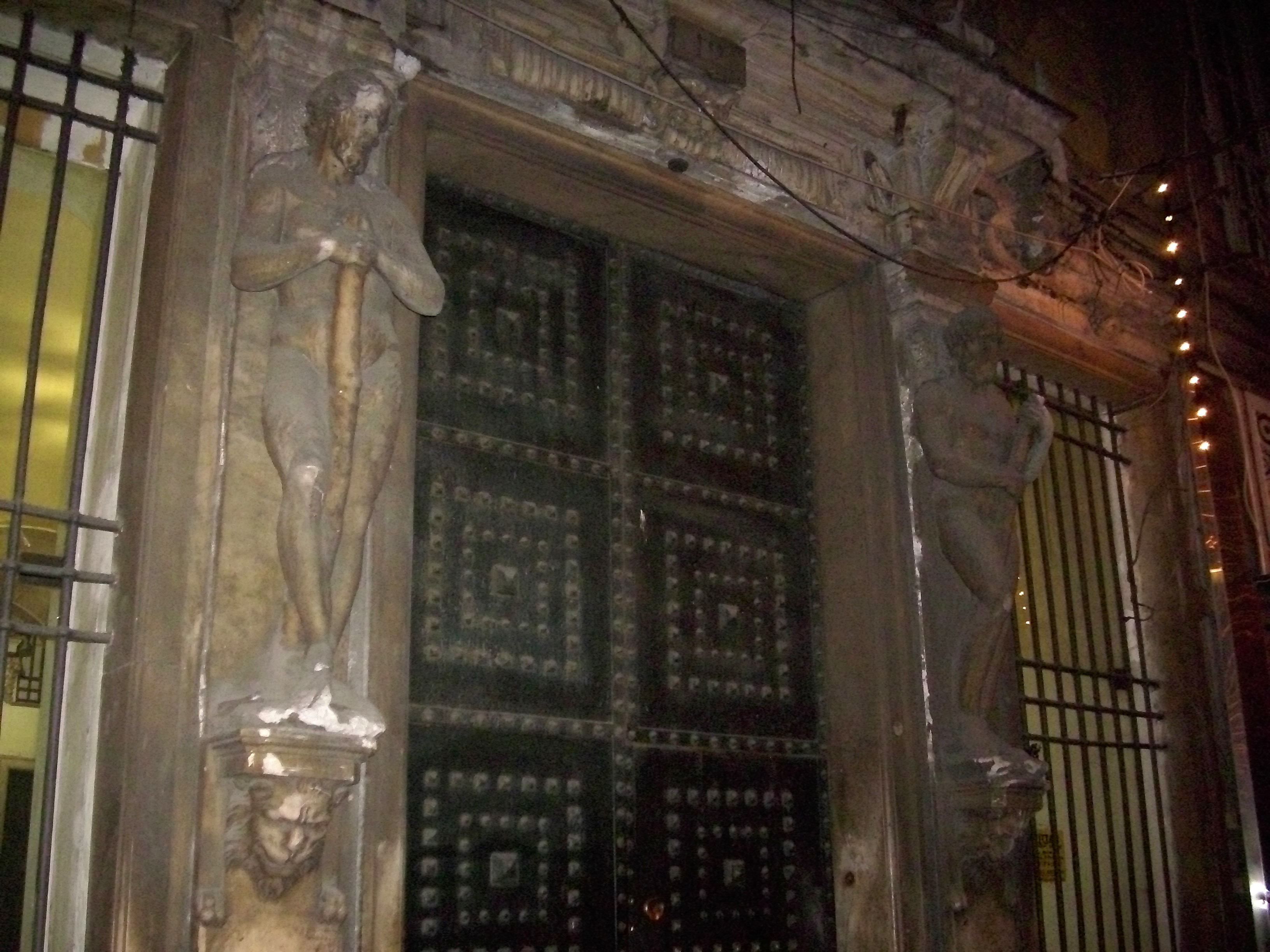
Il portale di ingresso su via San Luca
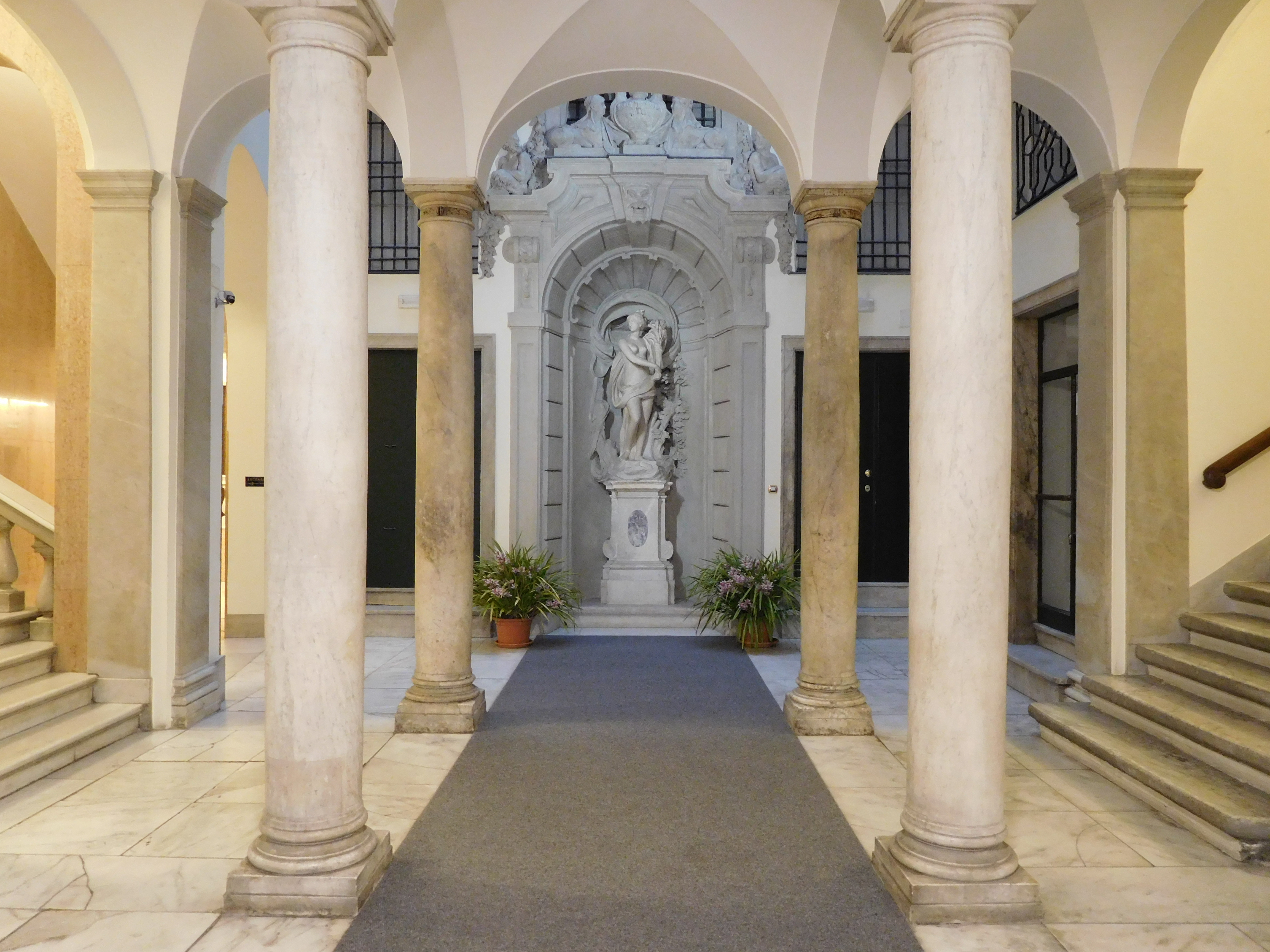
Il cortile interno
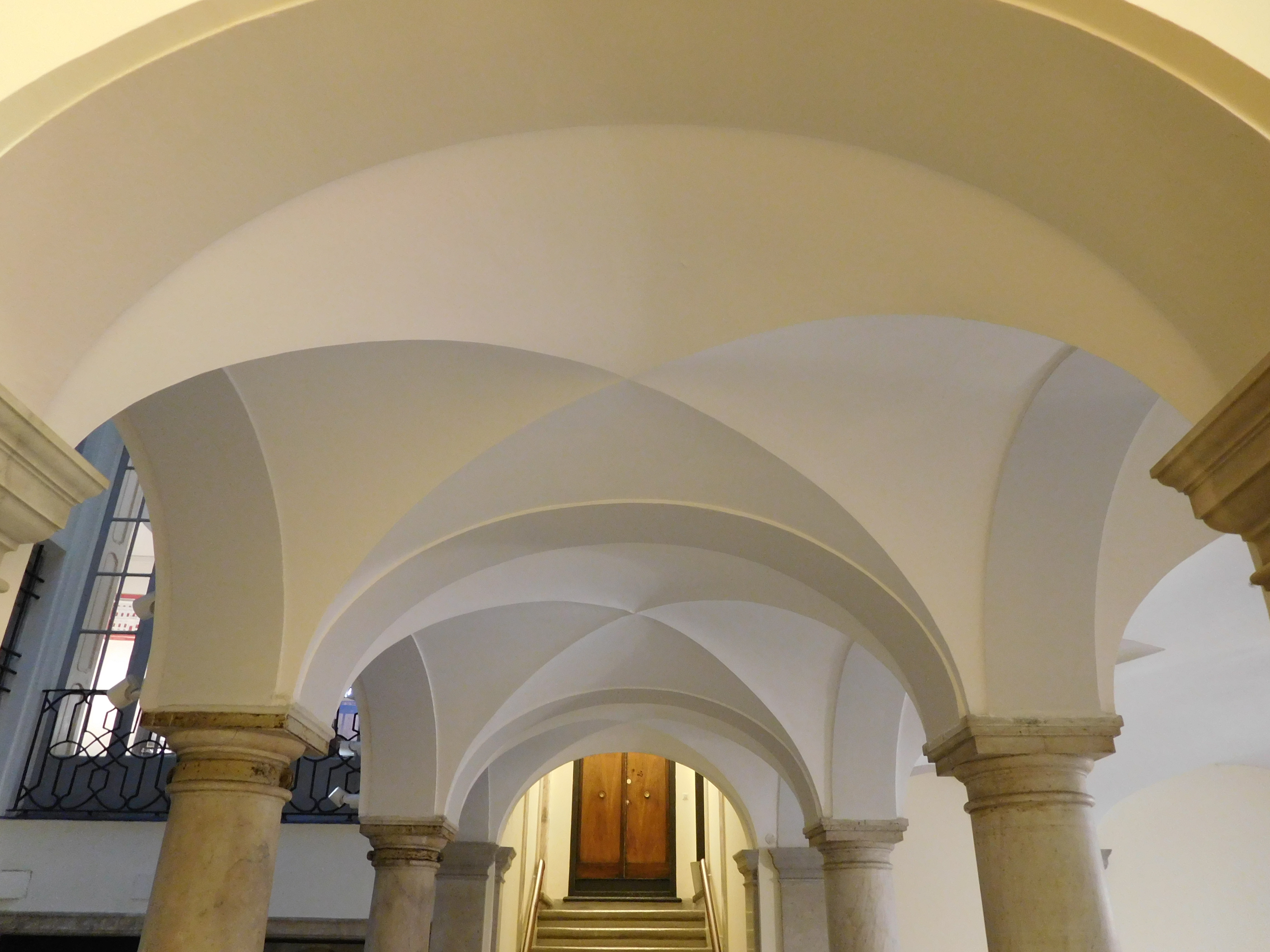
Dettaglio delle volte e delle colonne
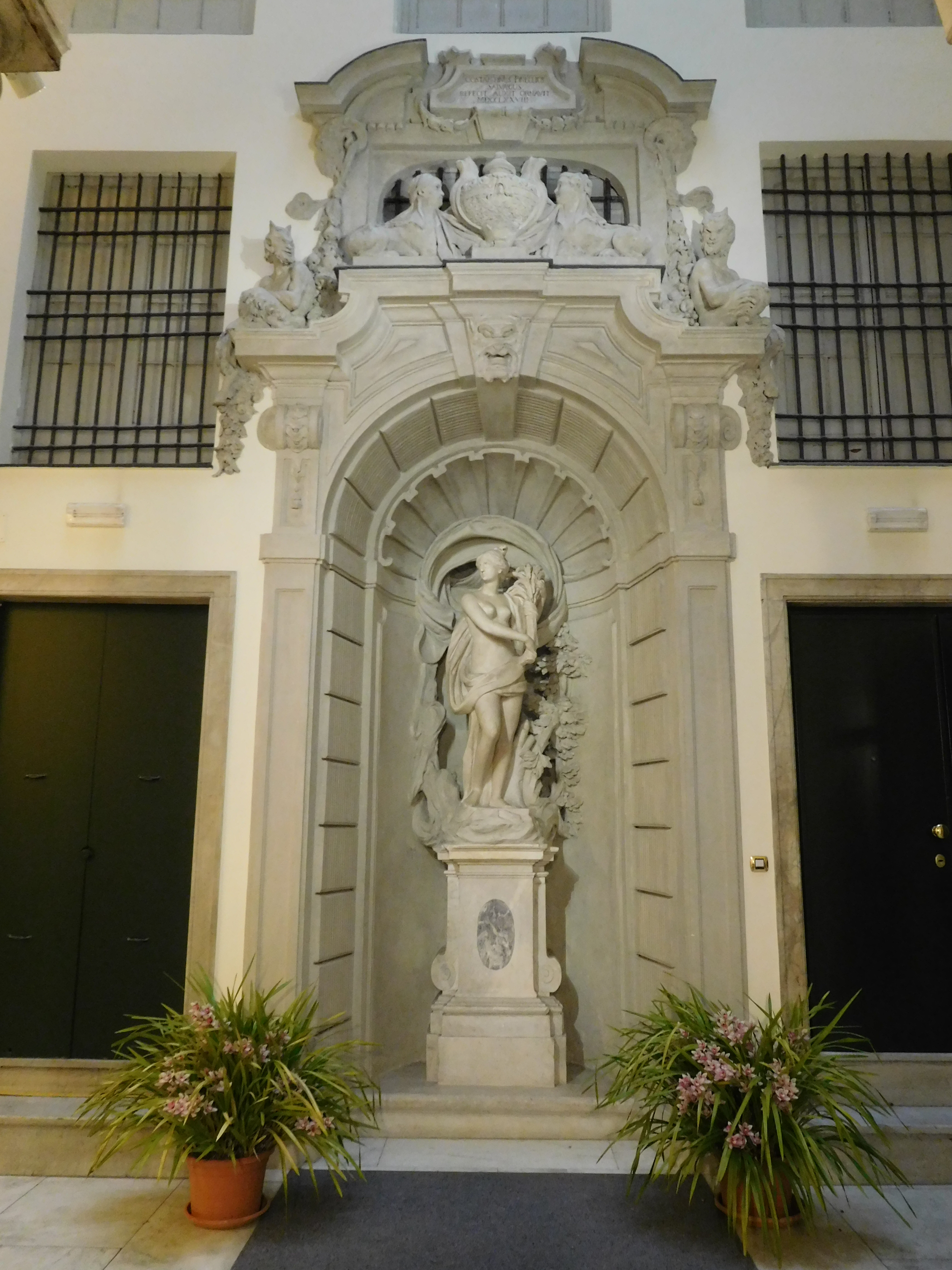
La statua sul limitare del cortile
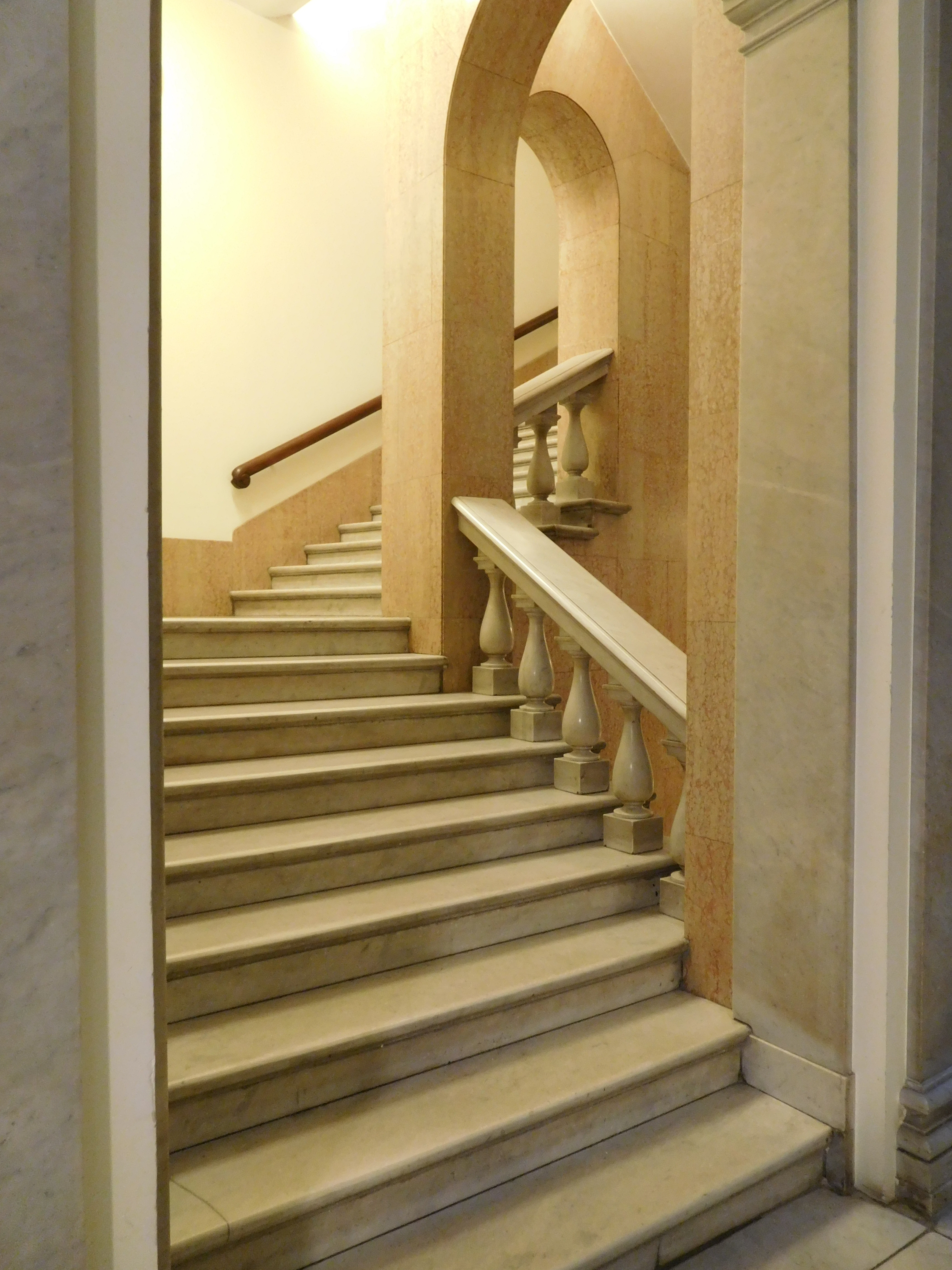
Uno degli scaloni laterali
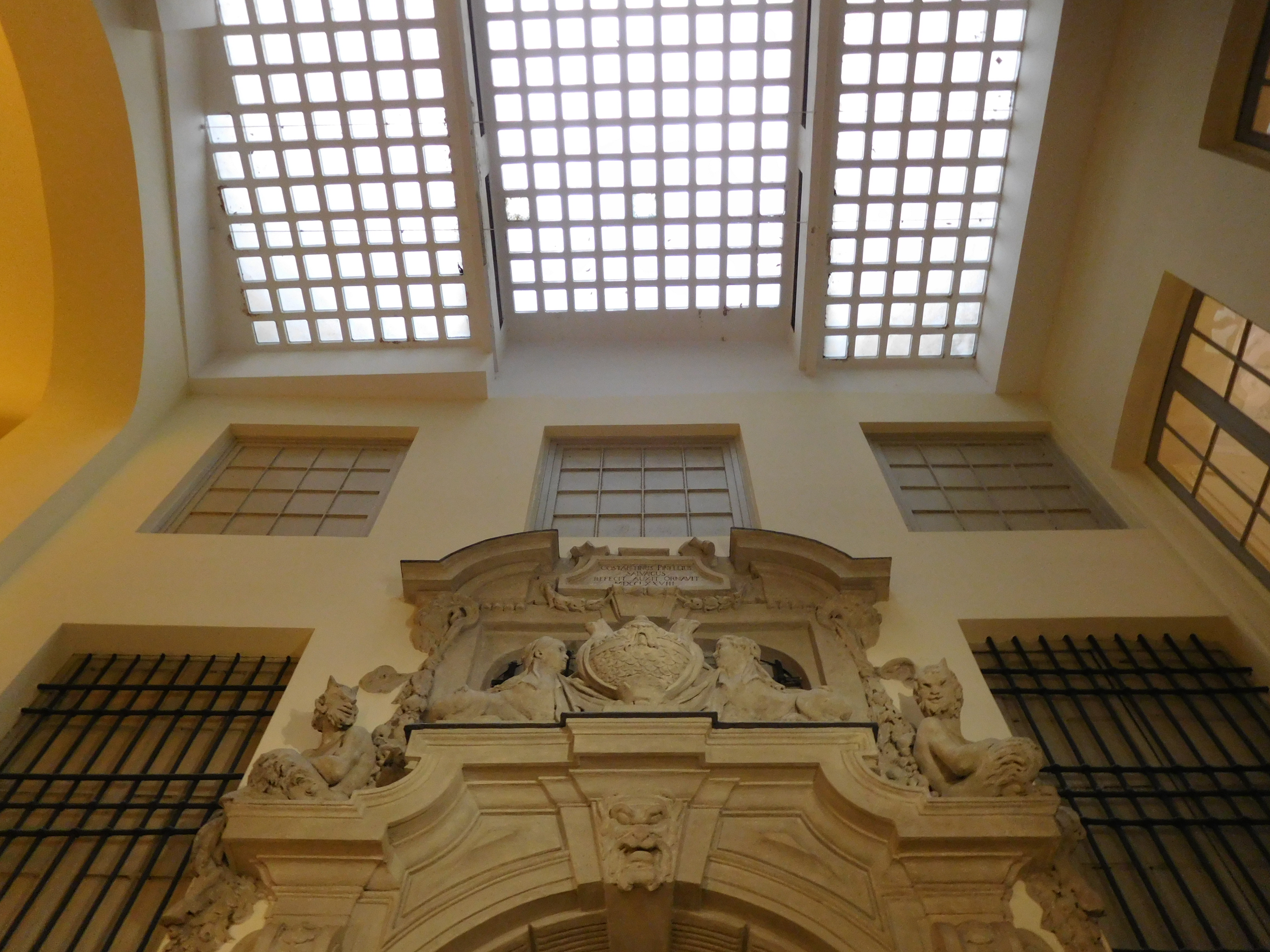
La vetrata sopra al chiostro
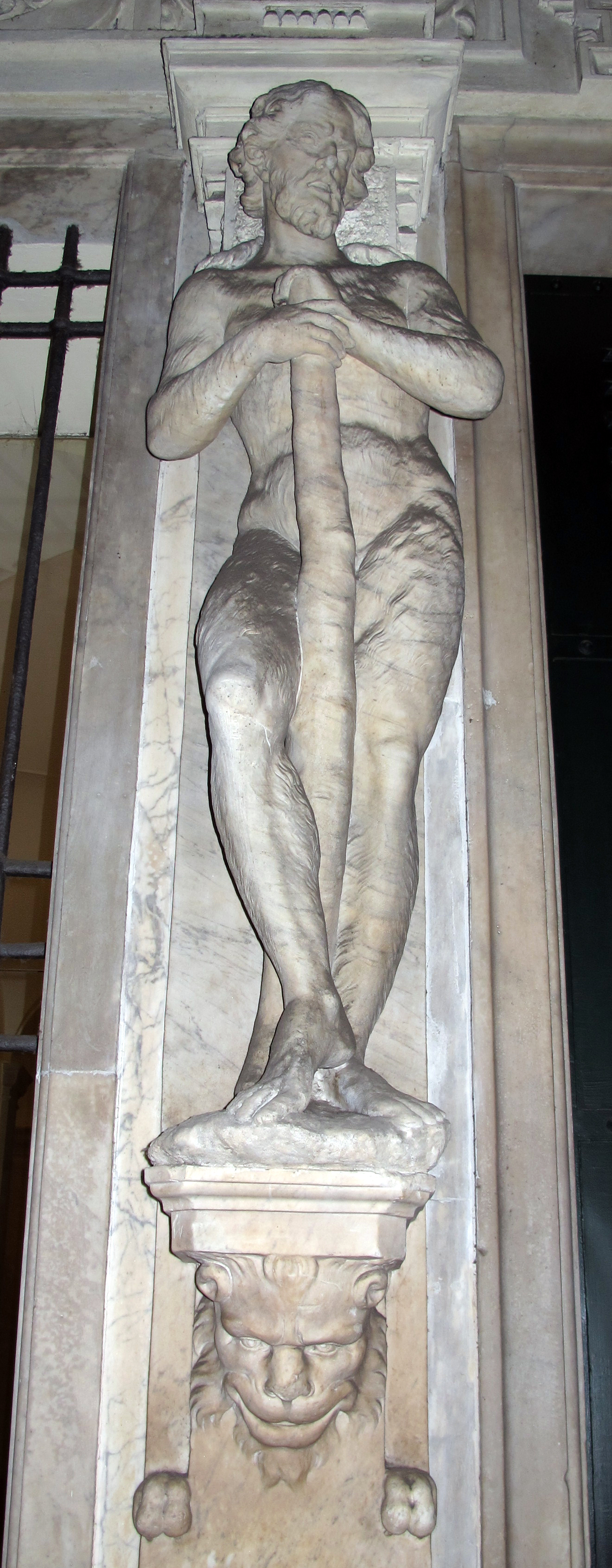
Statua esterna a sinistra
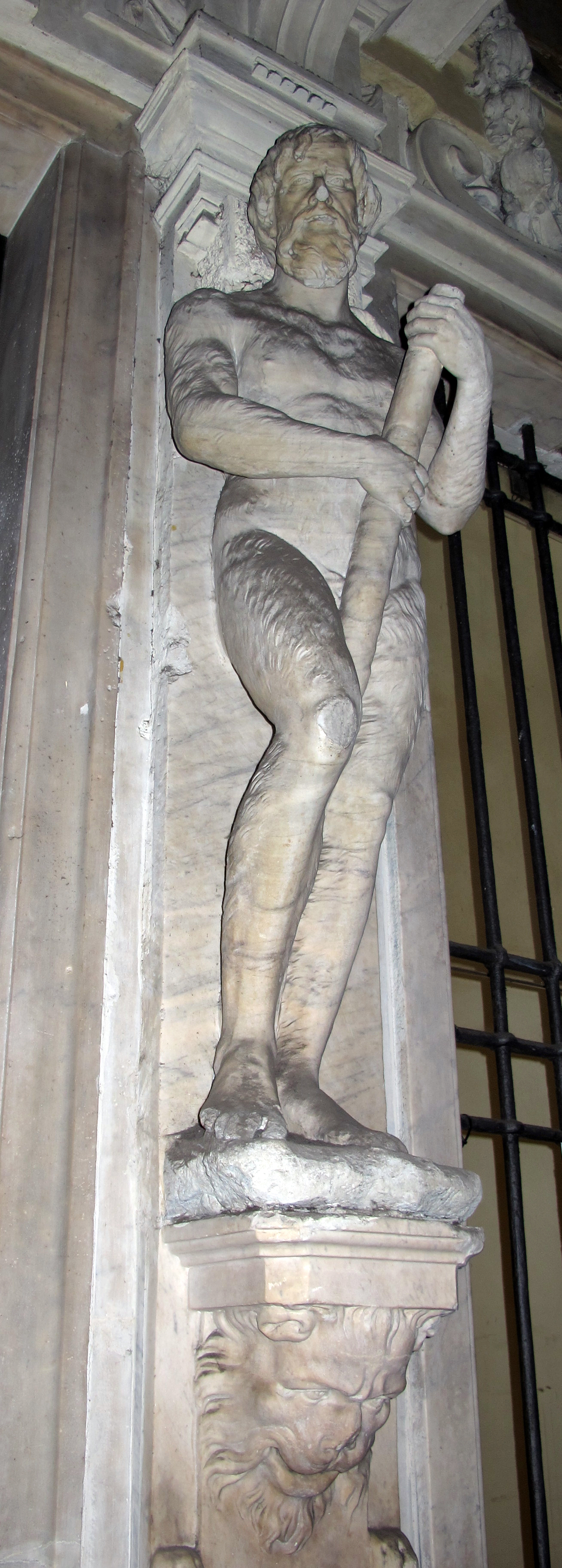
Statua esterna a destra